# Hörstadius (släkt)
Hörstadius är en svensk släkt.
Släkten härstammar från bonden i Hörsta by i Kumla socken i Närke Erik Ersson (1711–1782), vars son Jonas Ersson (1744–1804), slutligen mantalskommissarie, efter födelsebyn antog efternamnet Hörstadius. Söner till honom var den prästvigde godsägaren Johan Erik Hörstadius (1782–1859) och bruksägaren Gustaf Adolf Hörstadius (1787–1856), stamfar för den nu levande släktgrenen. Den sistnämndes sonson, hovrättsrådet Wilhelm Hörstadius (1856–1934), blev far till häradshövdingen Ejnar Hörstadius (1893–1970), industrimannen Nils Hörstadius (1894–1956) och zoologen Sven Hörstadius (1898–1996).